# Mohpa
Mohpa é uma cidade  no distrito de Nagpur, no estado indiano de Maharashtra.

## Geografia
Mohpa está localizada a 21° 19′ N, 78° 49′ L. Tem uma altitude média de 351 metros (1151 pés).

## Demografia
Segundo o censo de 2001, Mohpa tinha uma população de 7066 habitantes. Os indivíduos do sexo masculino constituem 51% da população e os do sexo feminino 49%. Mohpa tem uma taxa de literacia de 74%, superior à média nacional de 59.5%: a literacia no sexo masculino é de 81% e no sexo feminino é de 66%. Em Mohpa, 11% da população está abaixo dos 6 anos de idade.